# Lee Marvin
Lee Marvin, rodným jménem Lamont Waltman Marvin, Jr., (19. února 1924 New York – 29. srpna 1987 Tucson, Arizona) byl americký filmový herec. Mezi jeho nejznámější role patří postava velitele ve filmu Tucet špinavců nebo dvojrole v komediálním westernu Dívka ze Západu s Jane Fondovou v hlavní roli, za kterou obdržel cenu Americké filmové akademie Oscar.
Patřil mezi tzv. „drsňáky“, tedy herce, kteří celý život hráli drsné, tvrdé a sportovně založené chlapy v různých westernových, akčních, kriminálních a válečných filmech. Zpočátku své herecké kariéry hrál spíše menší epizodní role různých padouchů, kriminálníků, řadových vojáků a lidí na okraji společnosti. Postupně se však vypracoval na uznávaného herce, proto také velmi často hrál různé vojenské velitele a generály.
Měl slavné předky, kteří se významně zapsali do amerických dějin. Jeho otec byl potomkem Matthewa Marvina, jenž je považován za jednoho ze zakladatelů amerického města Hartford, jeho matka pocházela z rodiny Augustina Washingtona, což byl bratr prvního prezidenta USA George Washingtona. Studoval na několika amerických školách, žádnou z nich však nedokončil, nakonec vstoupil do Armády spojených států, kde sloužil u 4. divize americké námořní pěchoty jako odstřelovač. Tato jednotka bojovala za 2. světové války v Tichomoří v bitvě o ostrov Saipan. Lee byl v této bitvě raněn, posléze byl vyznamenán purpurovým srdcem a uvolněn z vojenské služby. Tyto válečné zkušenosti jej poznamenaly na celý život.
Poté krátce hrál nejprve v divadle jakožto herec v různých vedlejších a epizodních rolích, v roce 1950 přesídlil do New Yorku. Své zkušenosti a znalosti z válečného období období později velmi dobře uplatnil i v Hollywoodu, kde kromě své herecké práce také často pomáhal jako vojenský poradce při natáčení válečných filmů a westernů.
Faktický filmový debut přišel v roce 1951 ve snímku You're in the Navy Now, kde si zahrál s Garym Cooperem ale i s tehdy ještě zcela neznámým hercem Charlesem Bronsonem. Od poloviny 50. let jeho herecká hvězda postupně stoupala vzhůru. Po velkém množství drobných epizodních rolí a roliček se dostavil úspěch v televizním seriálu M Squad, kde si úspěšně zahrál postavu tvrdého chicagského policajta. Na počátku 60. let si zahrál významné role ve třech snímcích s Johnem Waynem a stal se tam definitivně uznávanou hollywoodskou hvězdou.
Pohřben je na Arlingtonském národním hřbitově.

## Filmografie, výběr
- 1951 You're in the Navy Now
- 1951 Teresa
- 1952 Diplomatic courier
- 1952 We're Not Married!
- 1952 Souboj v Silver Greek
- 1952 Hangman's knot
- 1952 Eight Iron Men
- 1953 Down Among the Sheltering Palms
- 1953 Seminole
- 1953 The Glory Brigade
- 1953 The Stranger Wore a Gun
- 1953 Velký zátah (The Big Heat)
- 1953 Gun Fury
- 1953 Divoch (The Wild One)
- 1954 Gorilla at Large
- 1954 Vzpoura na lodi Caine (The Caine Mutiny)
- 1954 The Raid
- 1955 Černý den v Black rock (Bad Day at Black Rock)
- 1955 Brutální sobota (Violent Saturday)
- 1956 Útok!
- 1961 Comancheros
- 1962 Muž, který zastřelil Liberty Valance (The Man Who Shot Liberty Valance)
- 1963 Donovalův útes
- 1964 Loď bláznů
- 1965 Dívka ze Západu (Cat Ballou, získal Oscara)
- 1966 Profesionálové (The Professionals)
- 1967 Tucet špinavců (The Dirty Dozen)
- 1968 Peklo v Pacifiku (Hell in the Pacific)
- 1969 Paint your Wagon
- 1970 Monte Walsh
- 1972 Konec rozkvětu
- 1972 Kapesné
- 1974 Člen klanu
- 1974 Spikesova banda
- 1976 Volání na ďábla
- 1976 Velký skaut a holka
- 1978 Avalanche Express
- 1980 Velká červená jednička
- 1981 Na život a na smrt
- 1985 Tucet špinavců: Druhá mise
- 1986 Delta Force